# Negrita
Negrita – włoski zespół założony w 1991.
Jego nazwa pochodzi z utworu The Rolling Stones Hey Negrita!

## Skład
- Paolo „Pau” Bruni – wokal i gitara
- Enrico „Drigo” Salvi – gitara
- Cesare „Mac” Petricich – gitara
- Franco „Franky” Li Causi – bas
- Roberto „Zama” Zamagni – perkusja

## Dyskografia
- 1994 – Negrita
- 1995 – Paradisi per illusi
- 1997 – XXX
- 1999 – Reset
- 2001 – Radio Zombie
- 2003 – Ehi! Negrita
- 2005 – L'uomo sogna di volare
- 2008 – HELLdorado
- 2011 – Dannato vivere